# Thomas Baddeley
Thomas Baddeley (Burslem, 2 novembre 1874 – Stoke-on-Trent, 24 settembre 1946) è stato un calciatore inglese, di ruolo portiere.

## Carriera

### Club
Trascorse l'intera carriera in Inghilterra.

### Nazionale
Conta cinque presenze e una rete con la nazionale inglese, con cui ha esordito nel 1903.

## Statistiche

### Cronologia presenze e reti in nazionale
| Cronologia completa delle presenze e delle reti in nazionale ― Inghilterra | Cronologia completa delle presenze e delle reti in nazionale ― Inghilterra | Cronologia completa delle presenze e delle reti in nazionale ― Inghilterra | Cronologia completa delle presenze e delle reti in nazionale ― Inghilterra | Cronologia completa delle presenze e delle reti in nazionale ― Inghilterra | Cronologia completa delle presenze e delle reti in nazionale ― Inghilterra | Cronologia completa delle presenze e delle reti in nazionale ― Inghilterra | Cronologia completa delle presenze e delle reti in nazionale ― Inghilterra |
| Data                                                                       | Città                                                                      | In casa                                                                    | Risultato                                                                  | Ospiti                                                                     | Competizione                                                               | Reti                                                                       | Note                                                                       |
| -------------------------------------------------------------------------- | -------------------------------------------------------------------------- | -------------------------------------------------------------------------- | -------------------------------------------------------------------------- | -------------------------------------------------------------------------- | -------------------------------------------------------------------------- | -------------------------------------------------------------------------- | -------------------------------------------------------------------------- |
| 2-3-1903                                                                   | Portsmouth                                                                 | Inghilterra                                                                | 2 – 1                                                                      | Galles                                                                     | Torneo Interbritannico 1903                                                | -1                                                                         |                                                                            |
| 4-4-1903                                                                   | Sheffield                                                                  | Inghilterra                                                                | 1 – 2                                                                      | Scozia                                                                     | Torneo Interbritannico 1903                                                | -2                                                                         |                                                                            |
| 29-2-1904                                                                  | Wrexham                                                                    | Galles                                                                     | 2 – 2                                                                      | Inghilterra                                                                | Torneo Interbritannico 1904                                                | -2                                                                         |                                                                            |
| 12-3-1904                                                                  | Belfast                                                                    | Irlanda                                                                    | 1 – 3                                                                      | Inghilterra                                                                | Torneo Interbritannico 1904                                                | -1                                                                         |                                                                            |
| 9-4-1904                                                                   | Glasgow                                                                    | Scozia                                                                     | 0 – 1                                                                      | Inghilterra                                                                | Torneo Interbritannico 1904                                                | -                                                                          |                                                                            |
| Totale                                                                     |                                                                            | Presenze                                                                   | 5                                                                          |                                                                            | Reti                                                                       | -6                                                                         |                                                                            |